# Sorin M. Rădulescu
Sorin M. Rădulescu (n. 4 ianuarie 1946, București) este un sociolog român, profesor universitar și scriitor. Domeniul principal al studiilor și cercetărilor sale a fost și este sociologia devianței, unde a publicat, singur sau în colaborare, un număr de 41 cărți dedicate problemei criminalității, delincvenței juvenile, sexualității, bolilor psihice, violenței în familie, abuzului de droguri, sinuciderii etc., între care și două cărți de memorialistică. Este membru al Comitetului de Cercetare a Devianței și Controlului Social de pe lângă Asociația Internațională de Sociologie⁠(en)[traduceți] și, de asemenea, membru al Societății Române de Criminologie și Criminalistică.

## Biografie
Sorin M. Rădulescu s-a născut la data de 4 ianuarie 1946 în București. Părinții săi au fost intelectuali. După  absolvirea studiilor liceale în București, a urmat, în perioada 1969-1972, cursurile Facultății de Filosofie, Secția de Sociologie din Universitatea București. A lucrat inițial la Laboratorul de Sociologie Urbană (actualul Centru de Sociologie Urbană și Regională - CURS) , apoi ca asistent la Catedra de Sociologia Medicinei din cadrul I.M.F. București (actuala Universitate de Medicină și Farmacie „Carol Davila”) și, în cele din urmă, la revista „Viitorul Social” (devenită ulterior, „Sociologie Românească” și apoi „Revista Română de Sociologie”) și la Centrul de Cercetări Sociologice (devenit, după 1989, Institutul de Sociologie al Academiei Române)  din București. În anul 1981 a obținut titlul de doctor în filosofie. După 1989, a predat la Facultatea de Sociologie din București și la alte facultăți, în anul 1999 dobândind titlul de profesor universitar. Până în martie 2017, când s-a retras din activitate, a funcționat în calitate de  cercetător științific gradul I la Institutul de Sociologie al Academiei Române și redactor șef al Revistei Române de Sociologie.

## Volume individuale, sau la care a fost coautor
1. Sorin M. Rădulescu, Amintiri din Cotroceni ale unui fiu de ,,burghezo-moșier” (vol. 1), București, Editura Vremea, 2017, 415 p.; (vol. 2) și (vol. 3), Editura Hoffman, 2021;
2. Sorin M. Rădulescu, Bursier în America anilor 90. Fals Jurnal științific, București, Editura Vremea, 2021, 157  p. plus fotografii.
3. Sorin M. Rădulescu, Suicide in Romania. Trends and Assessments, Saarbrüch, Lambert Academic Publishing, 2015, 173 p.
4. Sorin M. Rădulescu, Sociologia Sinuciderii (Tendințe și Evoluții ale Sinuciderii în România), București, Editura Pandora, 2015,  324 p.
5. Sorin M. Rădulescu, Revoluția ca spectacol. Însemnările unui sociolog în perioada septembrie 1988-iulie 1992, București, Editura Vremea, 2013, 346 p.
6. Sorin M. Rădulescu, Sociologia devianței și a problemelor sociale[6], București, Editura Lumina Lex, 2010, 471 p.
7. Sorin M. Rădulescu, Inocență și violență erotică (Abuzul sexual exercitat în familie asupra minorilor), București, Editura Lumina Lex, 2010, 421 p.
8. Sorin M. Rădulescu, Cristina Dâmboeanu, Abuzul comis în familie asupra copiilor – o perspectivă multidisciplinară, București, Editura Ars Docendi, 2010, 356 p.
9. Sorin M. Rădulescu, Cristina Dâmboeanu, Sociologia consumului și abuzului de droguri, București, Edit. „LUMINA LEX”, 2006, 398 p.
10. Sorin M. Rădulescu, Dan Banciu, Cristina Dâmboeanu, Justiția restaurativă. Tendințe și perspective în lumea contemporană, București, Edit. „LUMINA LEX”, 2006, 302 p.
11. Sorin M. Rădulescu, Între Homo Oeconomicus și Homo Sociologicus. O istorie a sociologiei moderne din perspectiva raționalității și iraționalității acțiunii umane, București, Edit. „LUMINA LEX”, 2006, 388 p.
12. Dorinica Ioan, Dan Banciu, Sorin M. Rădulescu (coordonatori și autori), Corupția în România. Realitate și percepție socială, București, Edit. „LUMINA LEX”, 2005, 310 p.
13. Sorin M. Rădulescu, Dicționar selectiv. 100 de termeni „cheie” în domeniul patologiei sociale, criminologiei și sociologiei devianței, București, Edit. „LUMINA LEX”, 2004,  240 p.
14. Sorin M. Rădulescu, Dan Banciu, Evaluarea sistemului de justiție restaurativă din România, București, Edit. Oscar Print, 2004, 117 p.
15. Florentina Grecu, Sorin M. Rădulescu, Delincvența juvenilă în societatea contemporană. Studiu comparativ între Statele Unite și România, București, Edit. „LUMINA LEX”, 2003, 525 p.
16. Sorin M. Rădulescu, Monica C. Pătrioară, Abuzul sexual asupra copiilor, București, Edit. „LUMINA LEX”, 2003, 255 p.
17. Dan Banciu, Sorin M. Rădulescu, Evoluții ale delincvenței juvenile în România. Cercetare și prevenire socială, București, Edit. „LUMINA LEX”, 2002,  271 p.
18. Sorin M. Rădulescu, Sociologia sănătății și a bolii, București, Edit. „NEMIRA”, 2002, 340 p.
19. Dan Banciu, Sorin M. Rădulescu, Vasile Teodorescu, Tendințe actuale ale crimei și criminalității în România, București, Edit. „LUMINA LEX”, 2002, 430 p.
20. Sorin M. Rădulescu, Dan Banciu, Vasile Teodorescu, Criminalitatea în România în perioada de tranziție (Teorii, Tendințe, Prevenire), Pitești, Edit. Lică, 2001, 358 p.
21. Sorin Rădulescu, Sociologia violenței (intra)familiale. Victime și agresori în familie, București, Edit. „LUMINA LEX”, 2001, 350 p.
22. Grigore Lucuț, Sorin M. Rădulescu, Indicatorii sociali și calitatea vieții (Teorie, metodă, cercetare), București, Edit. „LUMINA LEX”, 2000, 200 p.
23. Sorin M. Rădulescu, Sociologia problemelor sociale ale vârstelor, București, Edit. „LUMINA LEX”, 1999, 438 p.
24. Maria Larionescu, Sorin M. Rădulescu, Cosima Rughiniș, Cu ochii minerului. Reforma mineritului în România (Evaluări sociologice și studii de caz), București, Edit. „GNOSIS”, 1999, 278 p.
25. Sorin M. Rădulescu, Devianță, Criminalitate și Patologie Socială, București, Edit. „LUMINA LEX”, 1999, 288 p.
26. Sorin M. Rădulescu, Annabella Zolei, Sociologia transsexualismului. Evaluări calitative și studii de caz în România, București, Edit. „LUMINA LEX”, 1999, 311 p.
27. Sorin M. Rădulescu, Sociologia Devianței. Teorii, Paradigme, Arii de cercetare, București, Edit. „VICTOR”, 1998, 176 p.
28. Gheorghe Râpeanu, Sorin M. Rădulescu, Metode și tehnici de cercetare sociologică. Antologie de texte, București, Edit. „INTACT”, 1997, 307 p.
29. Sorin M.  Rădulescu, Sociologia și istoria  comportamentului sexual „deviant”, București, Edit. „NEMIRA”, 1996, 301 p.
30. Sorin M. Rădulescu, Dan Banciu, Sociologia crimei și criminalității, București, Edit. „ȘANSA”, 1996, 237 p.
31. Dan Banciu, Sorin M. Rădulescu, Corupția și crima organizată în România, București, Edit. „CONTINENT XXI”, 1994, 199 p.
32. Sorin M. Rădulescu, Homo Sociologicus. Raționalitate și iraționalitate în acțiunea umană, București, Edit. „ȘANSA”, 1994, 301 p.
33. Sorin M. Rădulescu, Sociologia vârstelor, București, Edit. „HYPERION XXI”, 1994, 184 p.
34. Sorin M. Rădulescu, Ipoteză și euristică în cunoașterea socială, București, Edit. Academiei Române, 1994, 196 p.
35. Sorin M. Rădulescu, Teorii sociologice în domeniul devianței și problemelor sociale, București, Edit. „TIMS”, 1994, 79 p.
36. Sorin M. Rădulescu, Anomie, devianță și patologie socială, București, Edit. „HYPERION XXI”, 1991, 142 p.
37. Sorin M. Rădulescu, Dan Banciu, Introducere în sociologia delincvenței juvenile. Adolescența între normalitate și devianță, București, Edit. Medicală, 1990,163 p.
38. Sorin M. Rădulescu, Mircea Piticariu, Devianță comportamentală și boală psihică. Sociologie și Psihiatrie, București, Edit. Academiei Române, 1989, 168 p.
39. Dan Banciu, Sorin M. Rădulescu, Marin Voicu, Adolescenții și familia. Socializare morală și integrare socială, București, Edit. Științifică și Enciclopedică, 1987, 291 p.
40. Dan Banciu, Sorin M. Rădulescu, Marin Voicu, Introducere în sociologia devianței. Teorie-Practică-Prevenire Socială, București, Edit. Științifică și Enciclopedică, 1986, 253 p.
41. Grigore Gr. Popescu, Sorin M. Rădulescu, Medicina și colectivitățile umane, București, Edit. Medicală, 1981, 462 p.
42. Grigore Gr. Popescu, Sorin M. Rădulescu, Sociologia medicinei. Elemente teoretice și practice, București, Edit. Medicală, 1976, 399 p.

## Premii științifice
- Premiul „Simion Bărnuțiu”  decernat de Academia Română, în anul 1992, pentru cartea Devianță comportamentală și boală psihică. Sociologie și Psihiatrie, București, Editura Academiei Române, 1989;
- Premiul „Dimitrie Gusti” decernat de Academia Română, în anul 1995, pentru cartea Corupția și crima organizată în România, București, Editura „CONTINENT XXI”, 1994 (laureat - coautorul Dan Banciu).